# Girwa
Girwa fou una zila (districte) de l'antic principat de Mewar, formada per 306 pobles i una vila amb una població de 42.150 habitants el 1901. El 1940 fou també un dels vuit districtes que es van crear en la nova divisió administrativa del principat que només va durar uns vuit anys, format per l'antiga zila i el niabat de Saira. Rebia el seu nom d'una vall a tocar de la ciutat d'Udaipur on s'han trobar diversos elements de la civilització de l'Ahar.